# Manuel Maldonado Denis
Manuel Maldonado Denis (1933) es un intelectual, escritor y profesor universitario puertorriqueño. Ostentó la cátedra de Ciencias Políticas en la Universidad de Puerto Rico, Río Piedras y ha recibido numerosas distinciones durante su vida. Defendió la ideología de independencia política (soberanía) para Puerto Rico. Es el autor de Puerto Rico, una interpretación histórico-social.